# ČSD-Baureihe 387.0
| ČSD-Baureihe 387.0                           | ČSD-Baureihe 387.0                            | ČSD-Baureihe 387.0                            | ČSD-Baureihe 387.0                            | ČSD-Baureihe 387.0                            |
| -------------------------------------------- | --------------------------------------------- | --------------------------------------------- | --------------------------------------------- | --------------------------------------------- |
| 387.043 im Eisenbahnmuseum Lužná u Rakovníka |                                               |                                               |                                               |                                               |
| Anzahl:                                      | 43                                            | 43                                            | 43                                            | 43                                            |
| Hersteller:                                  | Škoda, Plzeň                                  | Škoda, Plzeň                                  | Škoda, Plzeň                                  | Škoda, Plzeň                                  |
| Achsformel:                                  | 2’C1’ h3                                      | 2’C1’ h3                                      | 2’C1’ h3                                      | 2’C1’ h3                                      |
| Nummerierung:                                | ČSD 387.001 – 043                             | ČSD 387.001 – 043                             | ČSD 387.001 – 043                             | ČSD 387.001 – 043                             |
|                                              | 01, 02, 04–11                                 | 03, 12–21                                     | 22–33                                         | 34–43                                         |
| Indienststellung:                            | 1926–1937                                     | 1926–1937                                     | 1926–1937                                     | 1926–1937                                     |
| Ausmusterung:                                | 1974                                          | 1974                                          | 1974                                          | 1974                                          |
| Dienstmasse:                                 | 89,6 t                                        | 92 t                                          | 92,64 t                                       | 92,64 t                                       |
| Reibungsmasse:                               | 50,2 t                                        | 51 t                                          | 51,54 t                                       | 51,54 t                                       |
| Achsfahrmasse:                               | 17 t                                          | 17 t                                          | 17 t                                          | 17 t                                          |
| Länge über Puffer:                           | 23.050 mm                                     | 23.050 mm                                     | 23.050 mm                                     | 23.050 mm                                     |
| Treibraddurchmesser:                         | 1.900 mm                                      | 1.900 mm                                      | 1.900 mm                                      | 1.900 mm                                      |
| Laufraddurchmesser (vorn):                   | 994 mm                                        | 994 mm                                        | 994 mm                                        | 994 mm                                        |
| Laufraddurchmesser (hinten):                 | 994 mm                                        | 994 mm                                        | 994 mm                                        | 994 mm                                        |
| Höchstgeschwindigkeit:                       | 110 km/h                                      | 110 km/h                                      | 110 km/h                                      | 110 km/h                                      |
| Kesseldruck:                                 | 13 bar                                        | 13 bar                                        | 13 bar                                        | 13 bar                                        |
| Kolbenhub:                                   | 680 mm                                        | 680 mm                                        | 680 mm                                        | 680 mm                                        |
| Zylinderdurchmesser:                         | 525 mm                                        | 525 mm                                        | 525 mm                                        | 500 mm                                        |
| Zylinderanzahl:                              | 3                                             | 3                                             | 3                                             | 3                                             |
| Rostfläche:                                  | 4,8 m²                                        | 4,8 m²                                        | 4,8 m²                                        | 4,8 m²                                        |
| Gesamte Heizfläche                           | 260 m²                                        | 233,7 m²                                      | 206 m²                                        | 206 m²                                        |
| Überhitzerfläche:                            | 93 m²                                         | 64,4 m²                                       | 64,4 m²                                       | 64,4 m²                                       |
| Rostfläche:                                  | 4,8 m²                                        | 4,8 m²                                        | 4,8 m²                                        | 4,8 m²                                        |
| Zahl der Heizrohre:                          | 53                                            | 126                                           | 126                                           | 126                                           |
| Leistung:                                    | 1.500 kW                                      | 1.500 kW                                      | 1.500 kW                                      | 1.500 kW                                      |
| Steuerung:                                   | Heusinger                                     | Heusinger                                     | Heusinger                                     | Heusinger                                     |
| Anfahrzugkraft                               | 97,0 kN                                       | 97,0 kN                                       | 97,0 kN                                       | 97,0 kN                                       |
| Bremsbauart:                                 | Handbremse Druckluftbremse Westinghouse/Bozic | Handbremse Druckluftbremse Westinghouse/Bozic | Handbremse Druckluftbremse Westinghouse/Bozic | Handbremse Druckluftbremse Westinghouse/Bozic |

Als ČSD-Baureihe 387.0 wurden Schnellzug-Schlepptenderlokomotiven der Tschechoslowakischen Staatsbahnen (ČSD) bezeichnet. Die Lokomotiven erhielten vom Betriebsdienst den Spitznamen Mikádo (nicht zu verwechseln mit der international verwendeten Bezeichnung Mikado für Dampflokomotiven der Achsfolge 1’D1’, die 387.0 hat Achsfolge 2’C1’ und ist demnach eine Pacific).

## Geschichte

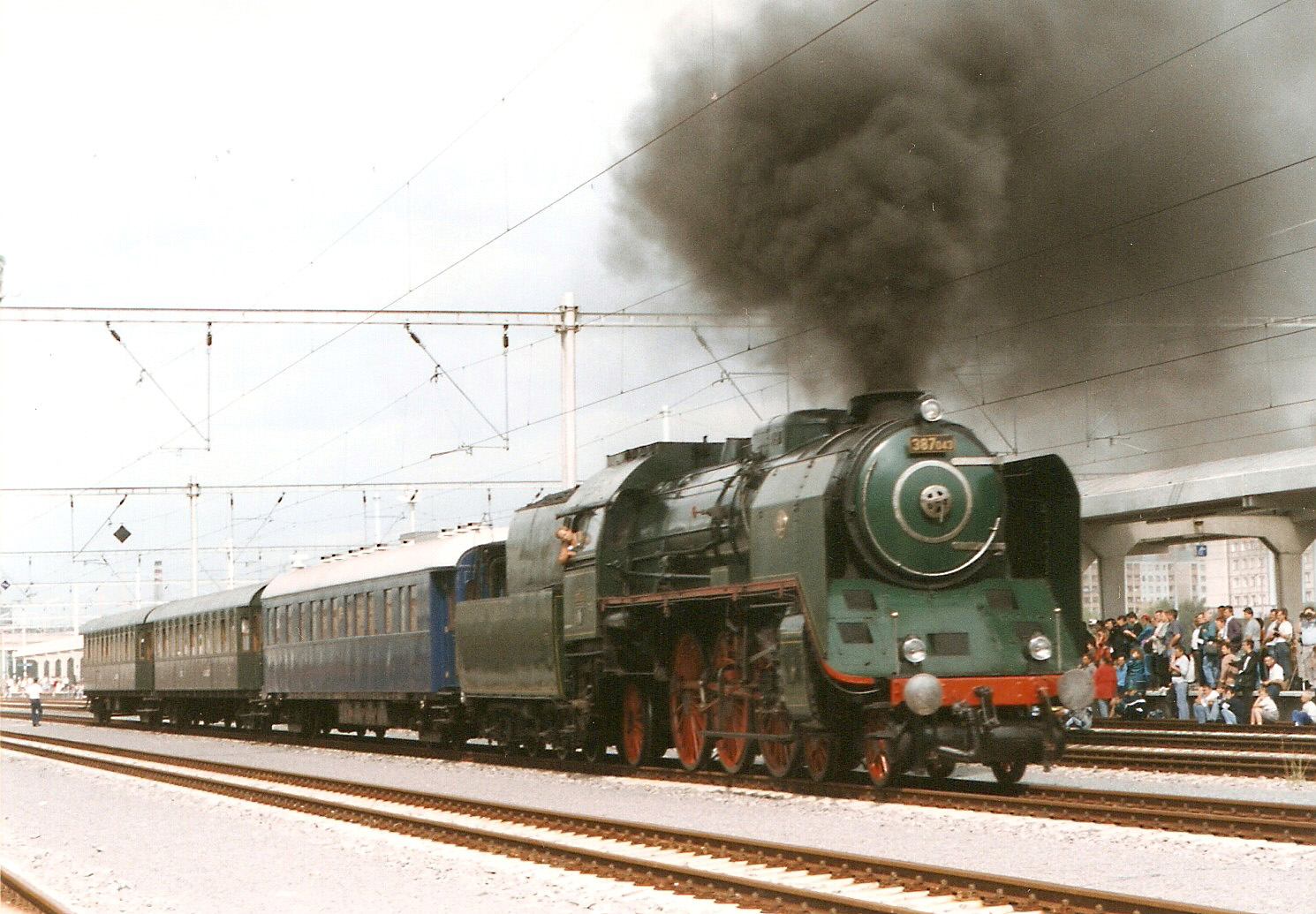
387.043 mit einem Sonderzug in Petržalka (1998)

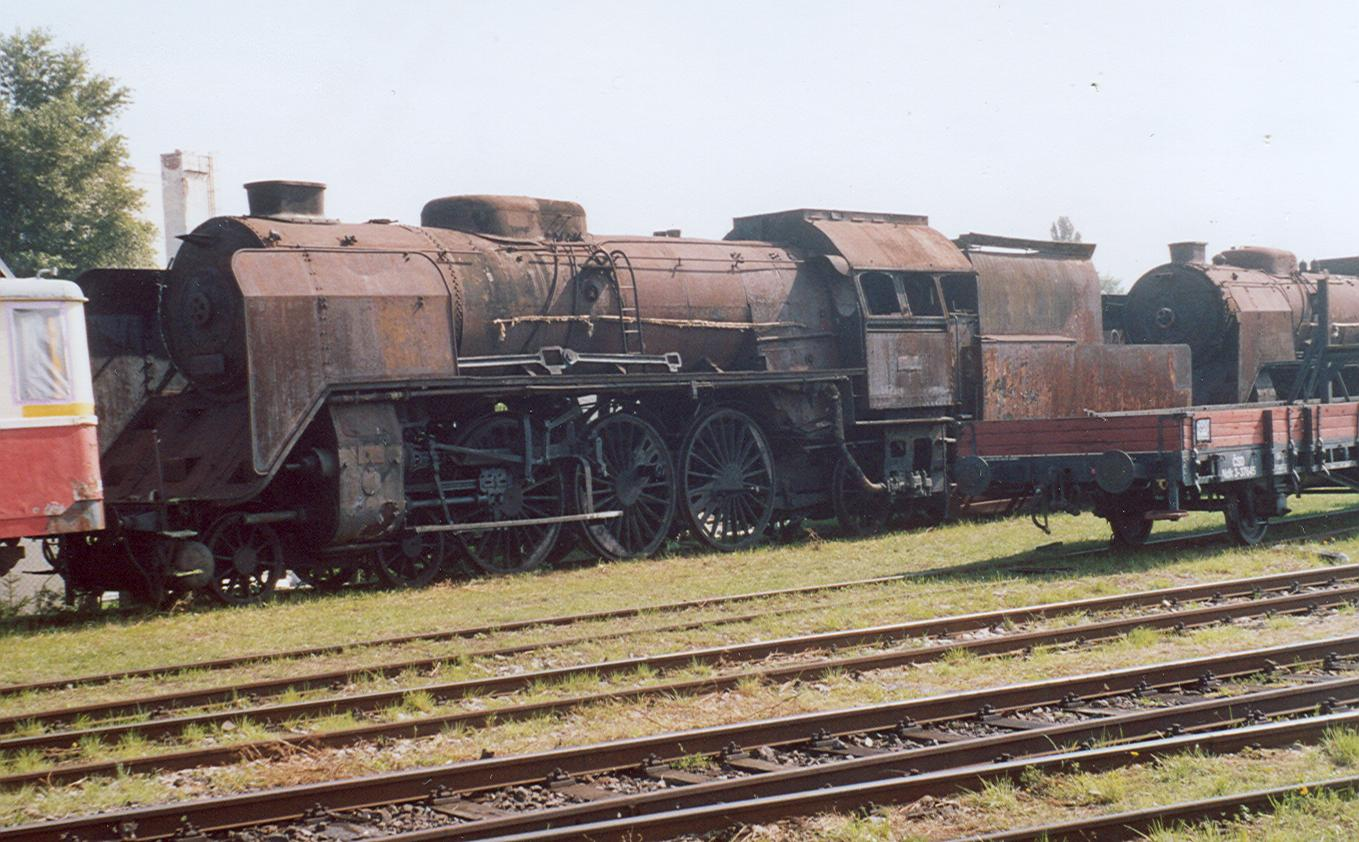
Die beiden in Bratislava Východ hinterstellten Lokomotiven

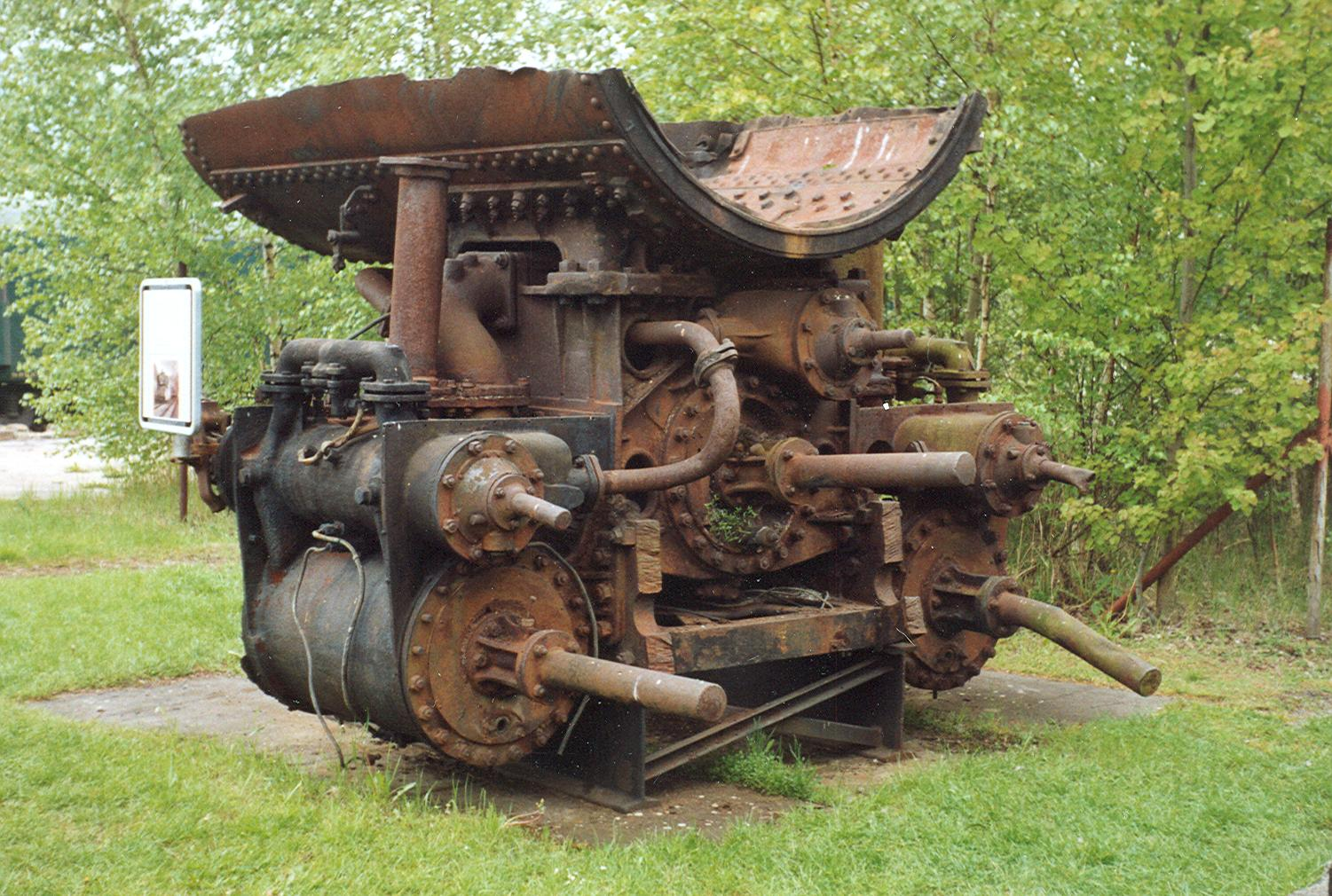
Zylinderblock einer verschrotteten Lokomotive mit dem gut erkennbarem Mittelzylinder

Entworfen wurde sie, weil zur damaligen Zeit mit der ČSD-Baureihe 365.0 nur eine 90 km/h schnelle Lokomotive für den Personenzugdienst vorhanden war. Nach den Erfahrungen mit der kkStB 310 (ČSD 375.0) wurde entschieden, dass für die neu zu bauende Schnellzuglokomotive nur eine Dreizylinderlokomotive mit überhitztem Dampf und Tender in Frage käme.
Škoda in Plzeň entwickelte unter der Leitung des deutschen Konstrukteurs Oscar Dolch eine Lokomotive, bei der die altösterreichischen Konstruktionsprinzipien weitgehend verlassen wurden. In ihren Merkmalen ähnelte die Lokomotive den zur selben Zeit in Deutschland in Dienst gestellten Lokomotiven der DR-Baureihe 01, obwohl sie mit Rücksicht auf die tschechoslowakischen Streckenverhältnisse deutlich leichter ausgeführt werden mussten. Die ersten sechs Lokomotiven wurden im Frühjahr 1926 mit den Nummern 386.001 bis 386.006 ausgeliefert. Die ČSD zeichnete Lokomotiven im Mai 1926 in 387.001 bis 387.006 um, weil die vereinbarte Masse und der Achsdruck überschritten waren. Die Höchstgeschwindigkeit war zunächst auf 100 km/h festgelegt.
Škoda überarbeitete den Entwurf letztlich noch einmal und fertigte 1927 mit der Reihenbezeichnung 386 eine Lokomotive mit ähnlichen Parametern, welche die geforderte Achsfahrmasse von 16 t einhielt. Sie erhielt die Nummer 386.001 in Zweitbesetzung. Weitere Lokomotiven dieser Bauart wurden nicht gefertigt, da sich die Lokomotiven des ursprünglichen Entwurfes bewährten und weiterbeschafft wurden.
In den Jahren 1930, 1932, 1933 und 1937 wurden in vier Baulosen noch insgesamt 37 Lokomotiven der Reihe 387.0 an die ČSD ausgeliefert. Dabei gab es Änderungen bei der Dampfmaschine, der Steuerung und der Geschwindigkeit, die auf 120 km/h heraufgesetzt wurde. Später wurde sie einheitlich für alle Lokomotiven auf 110 km/h festgelegt.
Die  ČSD-Baureihe 387.0 konnten leistungsmäßig überzeugen. So konnte ein Schnellzug aus 18 vierachsigen Schnellzugwagen und einer Gesamtmasse von 642 t zwischen Přerov und Praha von der 387.004 mit der Durchschnittsgeschwindigkeit von 61,7 km/h befördert werden. Auf der Trasse zwischen Praha und Břeclav brachte der Betrieb mit der 387.0 20 % weniger Brennstoffverbrauch und 25 % weniger Schmierstoffverbrauch gegenüber dem Betrieb mit der ČSD-Baureihe 375.0. Beheimatet wurden sie in den Depots von Praha, Přerov, Bratislava, Břeclav, Brno, Děčín.
In der Zeit des Zweiten Weltkrieges bespannten Prager 387.0 die Schnellzüge auf der Strecke Dresden–Bodenbach durchgehend bis Dresden.
Nach dem Zweiten Weltkrieg wurden für den schweren Schnellzugsdienst vierfachgekuppelte Lokomotiven bevorzugt, was ein Abwandern der 387.0 in untergeordnete Dienste zur Folge hatte. Die Einsatzstellen waren Brno, Děčín und Přerov. Während ihrer Einsatzzeit erhielten die Lokomotiven konstruktive Verbesserungen, so z. B. Trofimoff-Schieber, Kylchap-Doppelblasrohr, Schüttelrost und eine pneumatische Entschlackungseinrichtung. Entwicklung und Bau der ČSD-Baureihe 475.1, ČSD-Baureihe 498.0 und ČSD-Baureihe 498.1 führten 1968 zur Ausmusterung der ersten Maschinen. 1974 wurde mit der 387.016 in Děčín die letzte Maschine ausgemustert.
Drei Lokomotiven sind erhalten geblieben. Die 387.017 und 387.019 stehen im Lokdepot Bratislava-Vychod in schlechten Zustand. Es gibt Überlegungen, aus ihnen eine betriebsfähige Maschine aufzubauen. Die 387.043 ist seit 1969 Eigentum des Technischen Nationalmuseums in Prag und steht im Eisenbahnmuseum Lužná u Rakovníka der Tschechischen Bahnen (ČD). Im Frühjahr 2000 wurde die Lok mit Fristablauf abgestellt, erhielt jedoch eine Kesseluntersuchung, womit der Kessel mit einem Druck von 11 bar betrieben werden konnte. In diesem Zustand eingeschränkter Betriebsfähigkeit wurde die Lok im Eisenbahnmuseum Lužná für Führerstandsmitfahrten genutzt und konnte sich mit eigener Kraft auf dem Gelände des Museums bewegen. Seit 2004 ist sie nicht mehr betriebsfähig. Grobe Schätzungen für die Aufarbeitung belaufen sich auf etwa 400.000 Euro.